# (11504) Kazo
(11504) Kazo (1990 BT) – planetoida z pasa głównego asteroid okrążająca Słońce w ciągu 3,47 lat w średniej odległości 2,29 j.a. Odkryta 21 stycznia 1990 roku.